# Julián Azcona
Julián Azcona fue un militar argentino que luchó en las guerras civiles argentinas.

## Biografía
Julián Azcona nació en Saladas, provincia de Corrientes, el 21 de enero de 1813.
Era hermano del coronel Marcos Azcona, de destacada actuación en la guerra del Paraguay y en las guerras civiles argentinas.
Al igual que su hermano, Julián Azcona luchó en la batalla de Caaguazú con el grado de teniente 2.º, resultando herido en la acción.
En 1846 intervino a las órdenes del general José María Paz en la campaña de Corrientes contra Justo José de Urquiza.